# Bataillon Henri Vuillemin

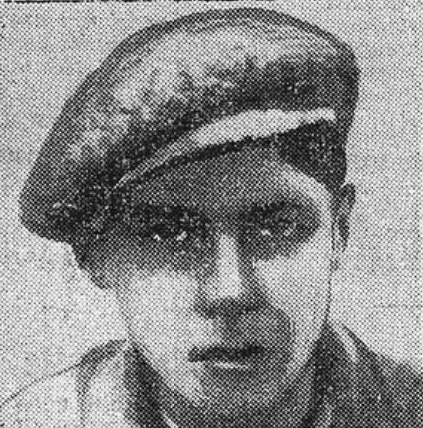
Henri Vuillemin dans L'Humanité du 28 février 1934.

Le bataillon Henri Vuillemin était une unité des Brigades internationales pendant la guerre civile espagnole. Il a été levé le 12 décembre 1936, principalement par des volontaires français et belges, absorbant les membres survivants du bataillon Louise Michel (I). Il a d'abord été rassemblé en tant que bataillon de la XIIIe Brigade internationale. Le 5 août 1937, il est transféré à la XIVe Brigade internationale. Il est dissout le 23 avril 1938, les troupes restantes étant redistribuées dans la XIVe Brigade internationale.

## Patronage
Le bataillon tire son nom du jeune employé Henri Vuillemin tué par la police le 26 février 1934 tandis qu'il participait à une contre-manifestation antifasciste en vue de protester contre une réunion des Jeunesses patriotes située rue des Pyrénées,.

## Anciens membres
- Gaston Duguet[5]
- Eugène Jarny[6]
- Auguste Lecoeur[7]
- François Raymond[8]